# Ionel Teodoreanu
Ionel Teodoreanu né le 6 janvier 1897 à Iași, décédé le 3 février 1954 est un avocat et écrivain roumain.

## Biographie
Ionel Teodoreanu suit les traces de son père Osvald Teodoreanu et de son grand frère Alexandru O. Teodoreanu dit Păstorel, en étudiant le Droit et en devenant avocat une fois qu'il a reçu son diplôme en 1919. Bien qu'il fût avocat, il avait une grande attirance pour le monde littéraire.
En 1920, il se marie avec une amie d'enfance Ștefana Lupașcu, qui deviendra aussi une écrivain sous le nom de Ștefana Velisar Teodoreanu. En 1921, sa femme met au monde des jumeaux, Ștefan et Osvald. Ionel Teodoreanu meurt le 3 février 1954 à l'âge de 57 ans à Bucarest.

## Carrière littéraire
Reçu traditionnellement en Roumanie comme le romancier de l'enfance, Teodoreanu illustre dans La Medeleni (A Medeleni) la formule occidentale du roman fleuve, avec des personnages aux caractères différenciés, exploitant l'infinie possibilité des actes de parole. L'artiste est un maître du dialogue et de la scène, du contrepoint et du récitatif, qui adopte une écriture sur le vif, en totale harmonie avec le système de représentation d'un âge plus évoqué que décrit. Donnant sa cohérence à un récit de ruptures et de discontinuité, la figuralité dévorante de La Medeleni vise à atteindre l'ineffable de la sensation, et ouvre à une écriture tiraillée entre souffrance et volupté une perspective vertigineuse évoquant l'esthétique baroque. Le roman de Teodoreanu obéit plus aux règles du récit initiatique qu'à celles du Bildungsroman, révélant sa modernité extraordinaire par son caractère auto-référentiel, sa dimension spéculaire, sa composition digressive, offrant un parfait exemple d'éclatement des genres et de désagrégation du narratif dans le panlyrisme.